# Stringwalker
Stringwalker ist ein Begriff aus dem Bogensport und bezeichnet einen Bogenschützen, der keine feste Visiereinrichtung an seinem Bogen benutzt. Jedoch greift er an seinem Schießtab eine bestimmte Länge, je nach Entfernung zum Ziel, ab und verändert so den Ausziehpunkt an der Sehne (engl. String). So ist es einem guten Entfernungschätzer möglich, beim Auszug über die Pfeilspitze direkt das Ziel anzuvisieren und direkt zu treffen. Da dieses Zielen einen Vorteil gegenüber Schützen darstellt, die rein instinktiv, d. h. ohne Hilfsmittel, schießen, ist das Stringwalken bei vielen Bogenturnieren eine eigene Klasse oder generell verboten.